# O Grove
O Grove település Spanyolországban, Pontevedra tartományban. O Grove Sanxenxo községgel határos. Lakosainak száma 10 821 fő (2024).

## Népesség
A település népessége az elmúlt években az alábbi módon változott:
| Lakosok száma | 11 061 | 11 147 | 11 226 | 11 250 | 11 236 | 10 851 | 10 746 | 10 650 | 10 809 | 10 821 |
|               | 2001   | 2004   | 2007   | 2009   | 2012   | 2014   | 2017   | 2019   | 2022   | 2024   |